# Ozimops planiceps
Ozimops planiceps — вид кажанів родини молосових, знайдені в Австралії та Індонезії. Вид записаний в широкому діапазоні середовищ існування, включаючи ліси, рідколісся, чагарники. Харчується переважно комахами над відкритою землею. Ці кажани ночують у дуплах дерев, на дахах, а також інших штучних спорудах. Колонії містять до 100 тварин. У неволі, як відомо, живуть до 15 років. Самиці зазвичай народжують одне дитинча.